# Shifty
Pour plus de détails, voir Fiche technique et Distribution.
Shifty est un film britannique réalisé par Eran Creevy, sorti en 2008.

## Synopsis
Chris revient dans la banlieue de Londres où il a grandi après en être parti il y a quatre ans. Il retrouve son vieil ami Shifty, un trafiquant de cocaïne qui travaille pour le gangster Glen. Shifty et Chris tentent de renouer leur ancienne amitié alors même qu'un secret se dissimule derrière les circonstances du départ brutal de Chris et que Shifty doit cacher son mode de vie à sa famille et faire face à une dangereuse situation.

## Fiche technique
- Réalisation : Eran Creevy
- Scénario : Eran Creevy
- Photographie : Ed Wild
- Montage : Kim Gaster
- Musique : Molly Nyman et Harry Escott
- Sociétés de production : BBC Films, Between The Eyes, Film London
- Pays d'origine :  Royaume-Uni
- Langue originale : anglais
- Format : couleur - 1,85:1
- Genre : thriller
- Durée : 85 minutes
- Dates de sortie : 
  -  Royaume-Uni : 24 octobre 2008 (festival du film de Londres) ; 24 avril 2009 (sortie nationale)

## Distribution
- Riz Ahmed : Shifty
- Daniel Mays : Chris
- Jason Flemyng : Glen
- Nitin Ganatra : Rez
- Francesca Annis : Valerie
- Heronimo Sehmi : Ronnie
- Jay Simpson : Trevor
- Dannielle Brent : Jasmine
- Kate Groombridge : Loretta

## Accueil
Le film a réalisé 27 400 entrées au Royaume-Uni.
Il obtient 96 % de critiques positives, avec une note moyenne de 7/10 et sur la base de 25 critiques collectées, sur le site Rotten Tomatoes.
Eran Creevy a remporté le prix du meilleur scénario au Festival international du film de Stockholm et a été nommé au British Academy Film Award du meilleur nouveau scénariste, réalisateur ou producteur britannique.